# Rally-VM 2002
Rally-VM 2002 kördes över 14 omgångar. Mästare blev Marcus Grönholm, Finland som tangerade det dåvarande rekordet på sex segrar under en säsong.

## Deltävlingar
| Rally               | Vinnare         | Bilmärke |
| ------------------- | --------------- | -------- |
| Monte Carlo-rallyt  | Tommi Mäkinen   | Subaru   |
| Svenska rallyt      | Marcus Grönholm | Peugeot  |
| Korsikanska rallyt  | Gilles Panizzi  | Peugeot  |
| Katalanska rallyt   | Gilles Panizzi  | Peugeot  |
| Cypriotiska rallyt  | Marcus Grönholm | Peugeot  |
| Argentinska rallyt  | Carlos Sainz    | Ford     |
| Akropolisrallyt     | Colin McRae     | Ford     |
| Safarirallyt        | Colin McRae     | Ford     |
| Finska rallyt       | Marcus Grönholm | Peugeot  |
| Tyska rallyt        | Sébastien Loeb  | Citroën  |
| Sanremorallyt       | Gilles Panizzi  | Peugeot  |
| Nyzeeländska rallyt | Marcus Grönholm | Peugeot  |
| Australienrallyt    | Marcus Grönholm | Peugeot  |
| Brittiska rallyt    | Petter Solberg  | Subaru   |

## Slutställning
| Placering | Förare          | Bilmärke | Poäng |
| --------- | --------------- | -------- | ----- |
| 1         | Marcus Grönholm | Peugeot  | 77    |
| 2         | Petter Solberg  | Subaru   | 37    |
| 3         | Carlos Sainz    | Ford     | 36    |
| 4         | Colin McRae     | Ford     | 35    |
| 5         | Richard Burns   | Peugeot  | 34    |
| 6         | Gilles Panizzi  | Peugeot  | 31    |
| 7         | Harri Rovanperä | Peugeot  | 30    |
| 8         | Tommi Mäkinen   | Subaru   | 22    |